# Palaestina
Palaestina là một chi nhện trong họ Zodariidae.

## Các loài
Các loài trong chi này gồm:
- Palaestina dentifera O. P.-Cambridge, 1872
- Palaestina eremica Levy, 1992
- Palaestina expolita O. P.-Cambridge, 1872 *